# Joaquim José de Barros Laborão
Joaquim José de Barros Laborão (1762-1820) foi um escultor português setecentista do período do Rococó, tendo sido um dos artistas de maior prestígio do seu tempo.

## Biografia

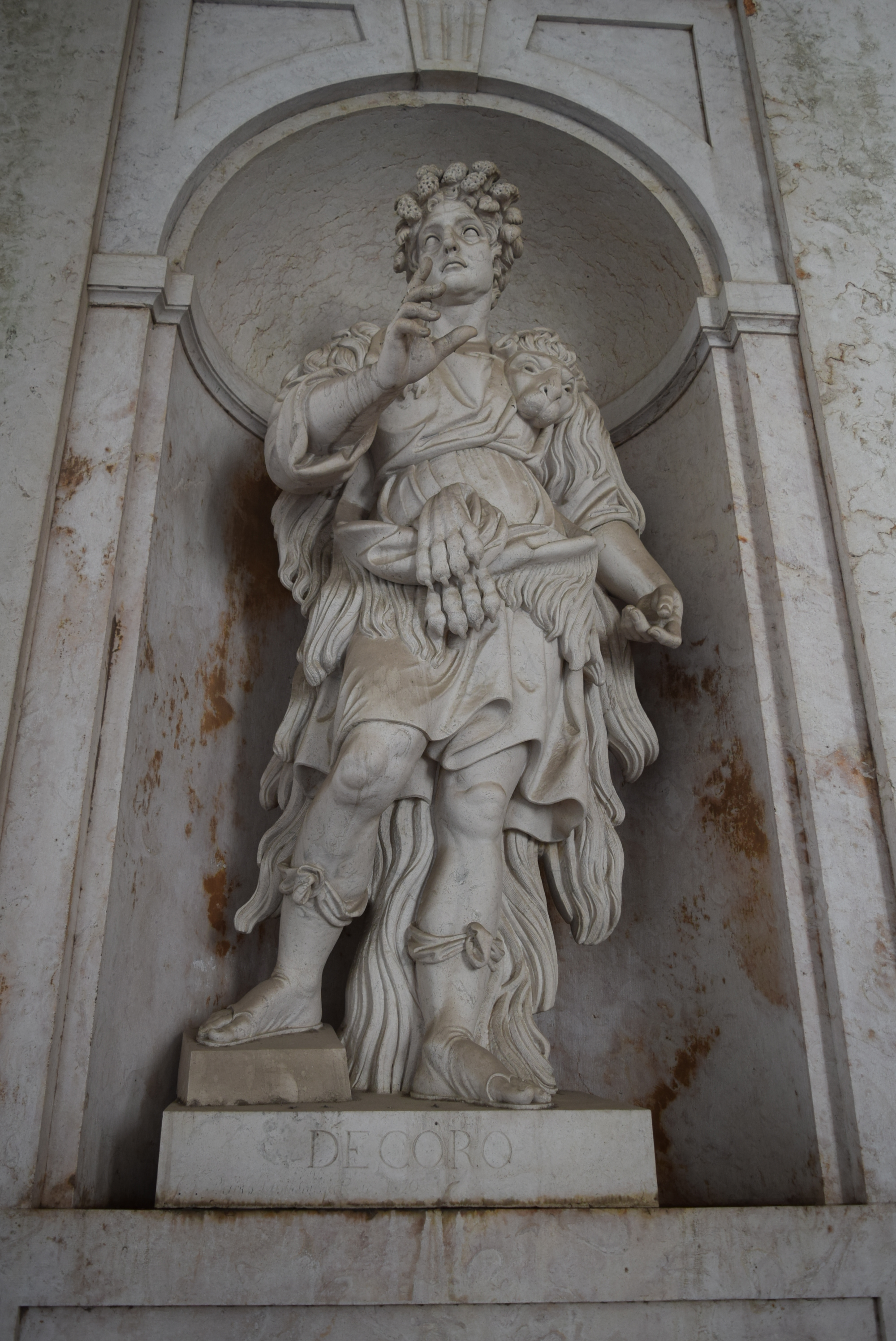
Decoro, vestíbulo do Palácio Nacional da Ajuda.

Nasceu em Lisboa, em 5 de Maio de 1762, sendo filho de André de Barros Laborão e de Ana Joaquina Rosa. Foi baptizado na igreja de São José, tendo passado a sua infância na morada familiar, à Rua do Salitre.
Foi discípulo de João Grossi e do entalhador João Paulo Silva. Após um período de aprendizagem, montou oficina própria, acabando mais tarde por suceder a Alessandro Giusti na chefia da Escola de Mafra.
Da sua obra, destacam-se as estátuas «Honestidade», «Diligência», «Desejo» e «Decoro», no vestíbulo do Palácio Nacional da Ajuda, o baixo-relevo do tímpano da igreja do Palácio da Bemposta, e «A Vitória das Artes», no Museu Nacional de Arte Antiga. Além de estatuário, foi também presepista e decorador de coches.
Destaca-se igualmente o famoso presépio dito “dos Marqueses de Belas”, presente no Museu Nacional de Arte Antiga.
São-lhe atribuídas as cerca de 50 imagens que compõem os 7 andores da Procissão das Sete Dores de Nossa Senhora (dita da Burrinha), que ainda hoje se realiza em Mafra, no Domingo de Ramos.

## Homenagens
- Rua Barros Laborão, Mafra
- Rua Joaquim José de Barros Laborão, Rio de Mouro